# Lutz Altepost
Lutz Altepost (n. 6 octombrie 1981, Emsdetten, Republica Federală Germania, Germania) este un caiacist german, medaliat olimpic. A participat la două ediții ale Jocurilor Olimpice (2004, 2008) în care a câștigat o medalie de bronz.